# Bartki (Kozłowo)
Bartki (deutsch Bartkenguth) ist ein Dorf in der polnischen Woiwodschaft Ermland-Masuren. Es gehört zur Gmina Kozłowo (Landgemeinde Groß Koslau, 1938 bis 1945 Großkosel) im Powiat Nidzicki (Kreis Neidenburg).

## Geographische Lage
Bartki liegt wenige hundert Meter östlich der Neide (polnisch Nida) im Südwesten der Woiwodschaft Ermland-Masuren, zehn Kilometer südlich der Kreisstadt Nidzica (deutsch Neidenburg).

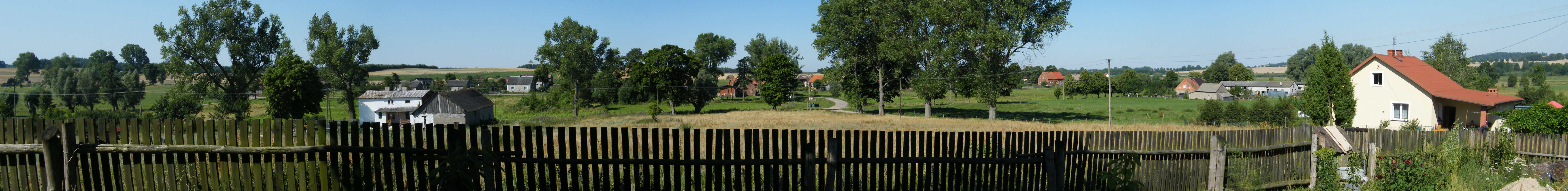
Panoramablick auf Bartki

## Geschichte
1379 wurde der kleiner Ort Bertgengut – nach 1874 Bartkengut – gegründet. Die später angelegte Windmühle verschaffte dem Dorf überregionale Bedeutung. 1874 wurde es in den neu errichteten Amtsbezirk Saberau (polnisch Zaborowo) eingegliedert, der bis 1945 bestand und zum ostpreußischen Kreis Neidenburg gehörte.
1885 waren in Bartkenguth 352 Einwohner gemeldet, 1910 waren es bereits 392. Im Jahre 1933 belief sich die Einwohnerzahl auf 338 und 1939 auf 288.
Mit dem gesamten südlichen Ostpreußen wurde Barkenguth 1947 in Kriegsfolge an Polen überstellt. Das Dorf erhielt die polnische Namensform „Bartki“ und ist heute mit dem Sitz eines Schulzenamts (polnisch Sołectwo) eine Ortschaft im Verbund der Gmina Kozłowo (Landgemeinde Groß Koslau, 1938 bis 1945 Großkosel) im Powiat Nidzicki (Kreis Neidenburg), bis 1998 der Woiwodschaft Olsztyn, seither der Woiwodschaft Ermland-Masuren zugehörig. Im Jahre 2011 betrug die Zahl der Einwohner 201.

## Kirche
Bis 1945 war Bartkenguth in die evangelische Kirche Saberau (polnisch Zaborowo) in der Kirchenprovinz Ostpreußen der Kirche der Altpreußischen Union, außerdem in die römisch-katholische Kirche Neidenburg (polnisch Nidzica) im Bistum Ermland eingepfarrt. Heute gehört Bartki katholischerseits zur Mariä-Himmelfahrt-Kirche Zaborowo im Erzbistum Ermland, evangelischerseits zur Heilig-Kreuz-Kirche Nidzica in der Diözese Masuren der Evangelisch-Augsburgischen Kirche in Polen.

## Verkehr
Bartki ist über Szkudaj (Skudayen) aus zu erreichen. Von dort führt eine Stichstraße direkt in den Ort. Eine Anbindung an den Bahnverkehr besteht nicht.